# 65708 Ерліх
65708 Е́рліх (65708 Ehrlich) — астероїд головного поясу, відкритий 4 вересня 1992 року.
Тіссеранів параметр щодо Юпітера — 3,503.